# Jan Preisler
Pour les articles homonymes, voir Preisler.
Jan Preisler, né le 17 février 1872 à Králův Dvůr et mort le 27 avril 1918  à Prague, en Autriche-Hongrie, est un peintre bohémien.

## Biographie
Sa famille travaille à la fonderie de fer locale et il fréquente les écoles primaires proches. Dès son jeune âge, il est considéré comme un solitaire qui préfère les promenades dans les bois aux jeux avec ses camarades. Ses dessins attirent l’attention de son directeur et ses parents reçoivent bientôt du courrier les invitant à l’envoyer poursuivre ses études à Prague avec une aide financière. En 1887, à l’âge de quinze ans, il commence ses études à l’École des arts appliqués de Prague, où il est d’abord l’élève de František Ženíšek, avant d’être autorisé à les poursuivre de façon indépendante.
Pendant ses études, il entre en contact avec le Cercle artistique Mánes et participe à ses activités journalistiques. En 1896, il crée la couverture du premier numéro de la revue de ce cercle, Volné smëry (directions libres), et y œuvre comme éditeur durant plusieurs années. 
Après celles-ci, il partage un atelier avec Karel Špillar. Il voyage en Italie en 1902 et aide à concevoir les affiches de l’exposition d’Edvard Munch  de 1905 à Prague. Il visite Paris en 1906, où il est influencé par l’œuvre de Paul Gauguin. 
En 1903, il enseigne le dessin de nu à l’Académie des beaux-arts de Prague et y est professeur de 1913 à sa mort. En 1914, il épouse Božena Pallas, issue d’une famille locale participant à la production d’artisanat. Ils ont deux enfants. Il meurt de pneumonie en 1918 et est enterré dans le caveau familial.

## Œuvre
Il commence à peindre dans un style néo-romantique, mais plus tard, il en vient à préférer l’approche allégorique du symbolisme. À la fin des années 1890, sous l'influence d’Alfons Mucha et de Vojtěch Preissig, il se lance dans l’Art nouveau. Au début du siècle suivant, il tente d’exprimer les profondeurs ineffables et mystérieuses de l’âme, remplie de mélancolie et de désir, et trouve son inspiration dans la poésie. En plus de ses toiles, il contribue, en collaboration avec l’architecte Jan Kotěra, à la décoration de plusieurs bâtiments, dont la Maison municipale et l’Hôtel Central.

## Galerie

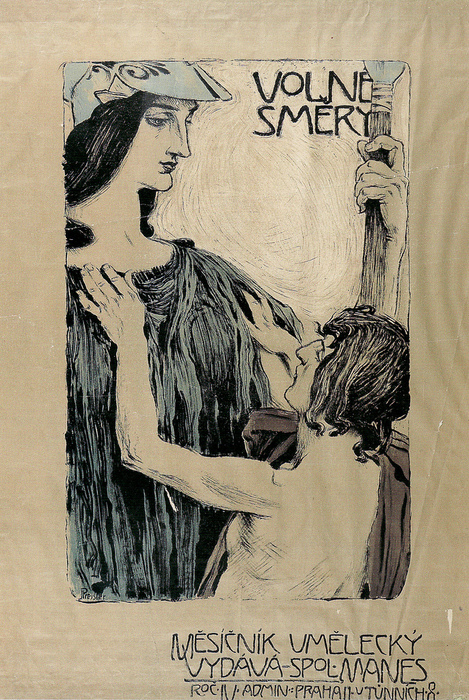
Couverture du premier numéro de la revue Volné smëry.
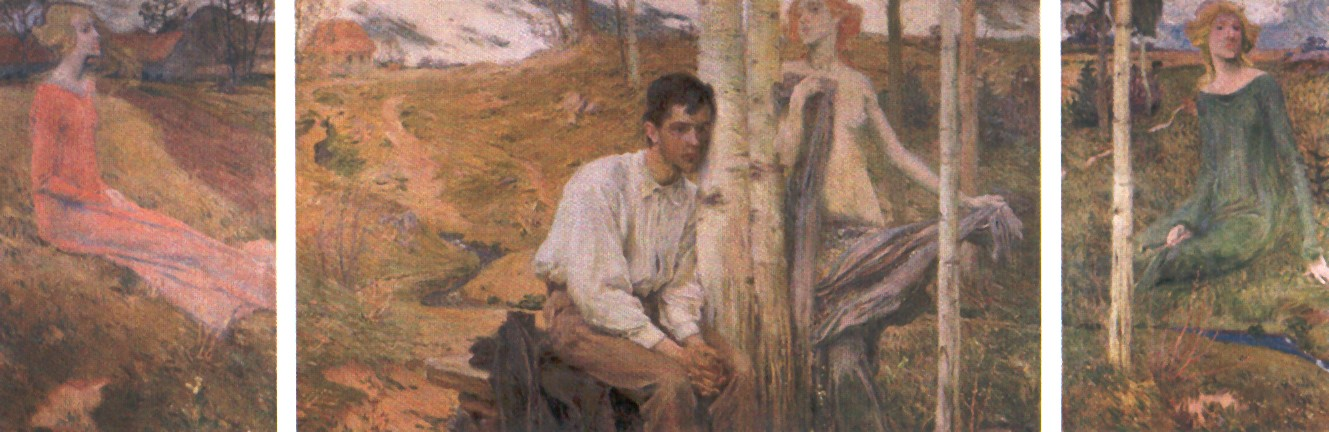
Triptyque, 1900.
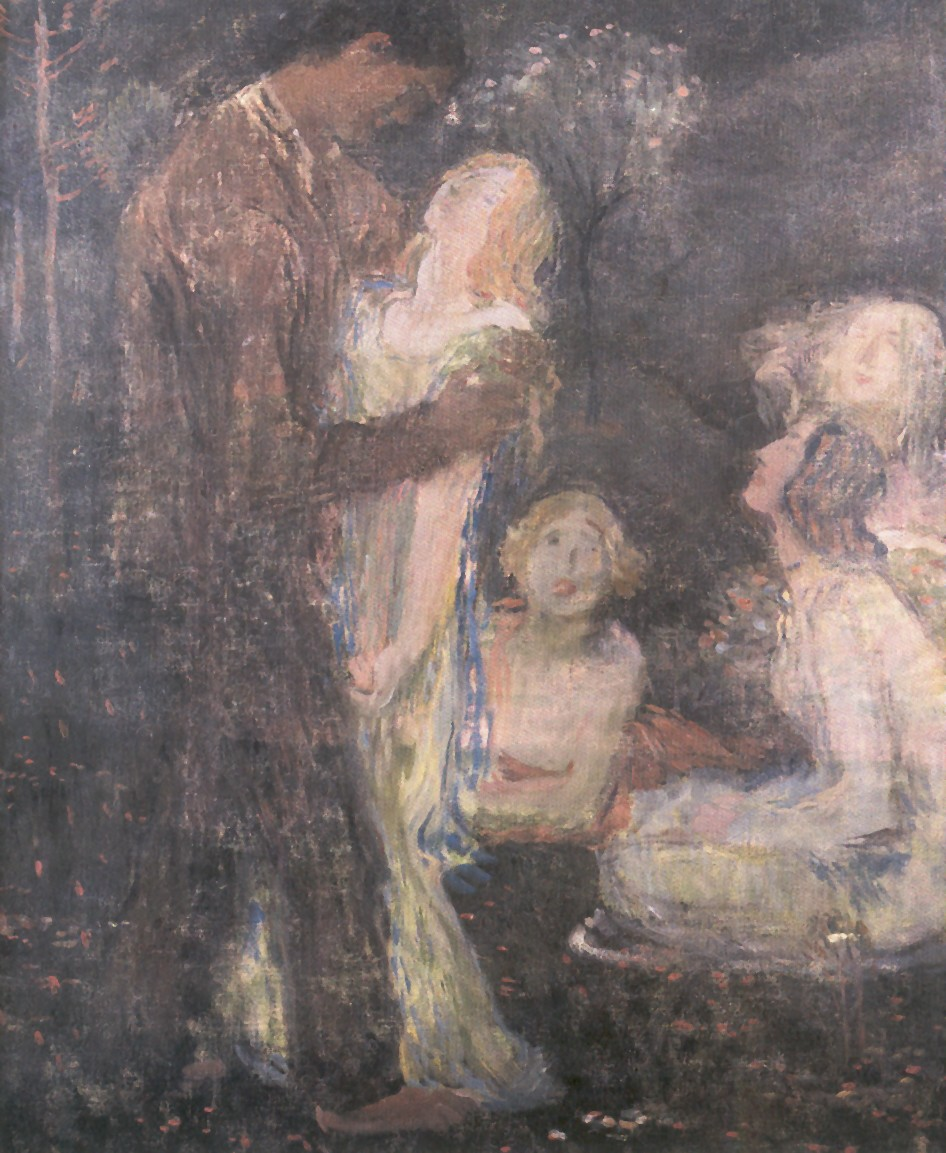
Tentation, 1901.
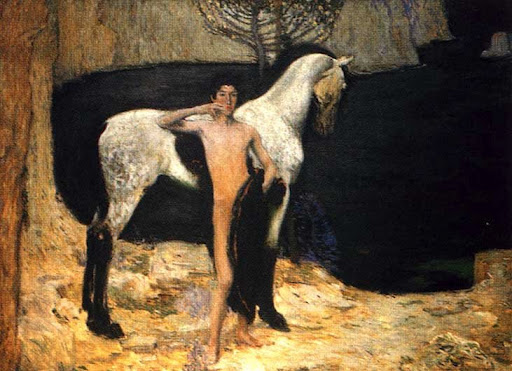
Le Lac noir, 1900.
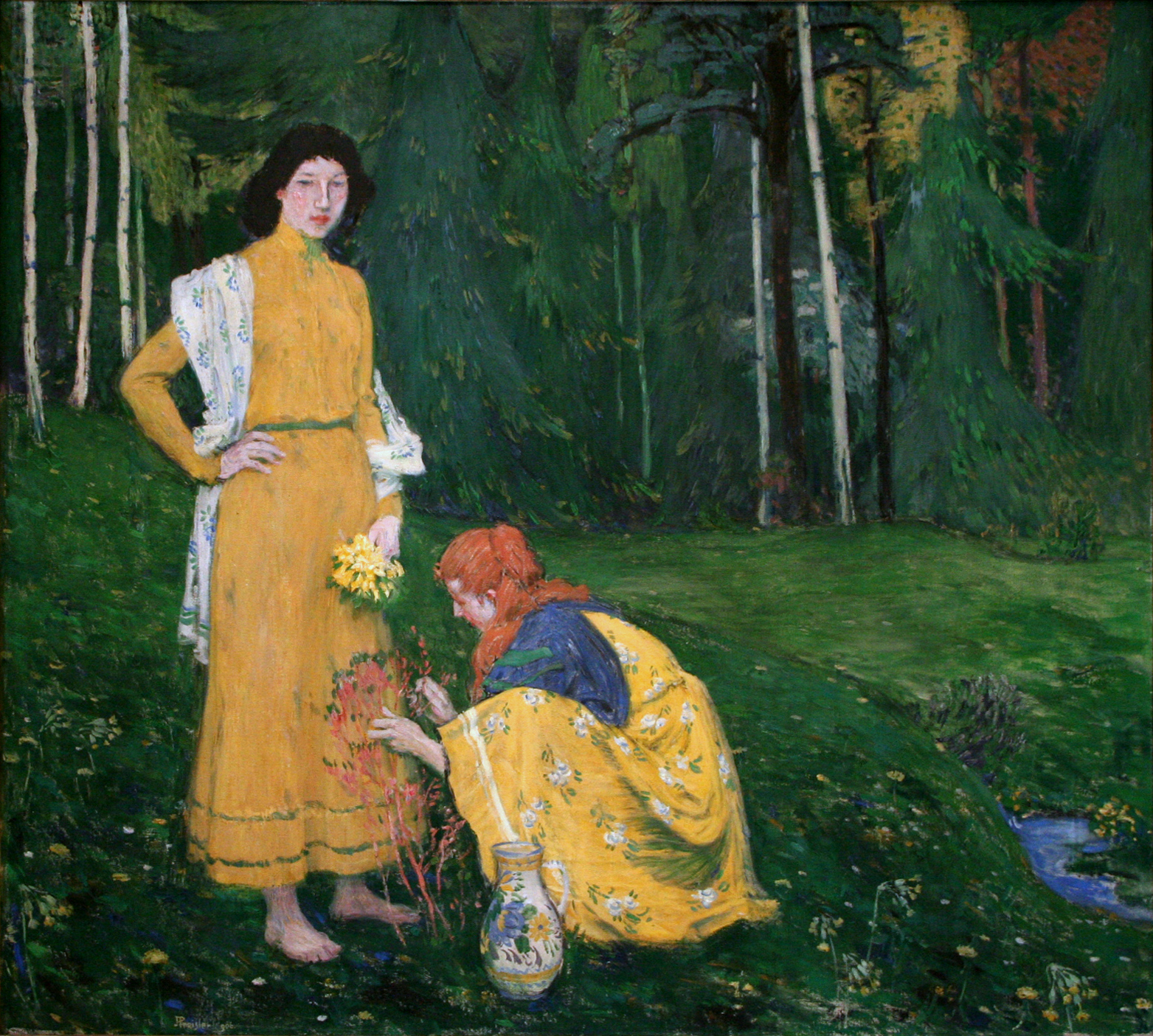
Printemps, 1906.
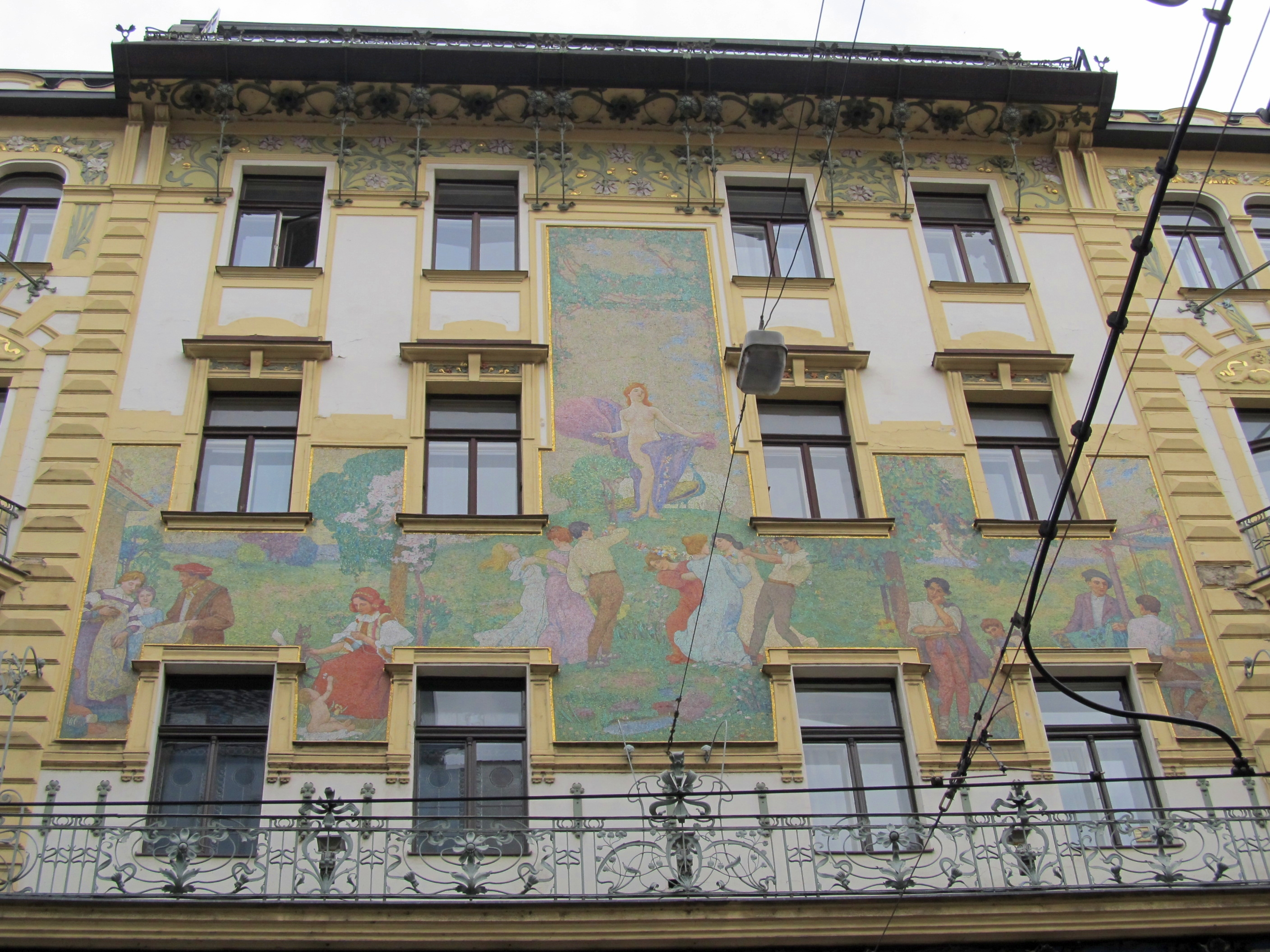
Décoration d'une maison de commerce, monument culturel protégé de Prague.